# Boa Esperança do Iguaçu
Pour les articles homonymes, voir Boa Esperança.
Boa Esperança do Iguaçu est une municipalité brésilienne située dans l'État du Paraná.